# Слепой (фильм, 1971)
«Слепой» (англ. Blindman) — спагетти-вестерн 1971 года  режиссёра Фердинандо Бальди. Сценаристом фильма выступил исполнитель главной роли Тони Энтони. Также в фильме снялись Ринго Старр и Ллойд Батиста.
По прошествии времени фильм получил статус культового, главным образом благодаря участию бывшего барабанщика The Beatles Ринго Старра, сыгравшего в нём одну из главных ролей.

## Сюжет
Слепого, но смертельно опасного стрелка, нанимают сопроводить 50 девушек для техасских шахтёров, которые собираются взять их в жёны. Но его предает напарник, и продает женщин мексиканскому бандиту Доминго. Разобравшись с напарником, Слепой отправляется в Мексику прямиком к Доминго для получения девушек обратно. Но тот окружённый головорезами не собирается так просто отдавать девушек. Слепой берёт в заложники брата Доминго Кэнди и заставляет его выполнить условия контракта. В ответ Доминго устраивает ловушку для наёмника и берет в заложники его самого, освободив при этом брата, даже не догадываясь к каким последствиям это приведёт.

## Актёры
| Актёр             | Роль                                |
| ----------------- | ----------------------------------- |
| Тони Энтони       | Слепой                              |
| Ринго Старр       | Кэнди                               |
| Ллойд Баттиста    | Доминго                             |
| Магда Конопка     | Сладкая мама                        |
| Раф Бальдассарре  | Генерал                             |
| Мариса Солинас    | Маргарита                           |
| Франц фон Трюберг | отец Пилар                          |
| Дэвид Дрейер      | Чувак                               |
| Гаетано Скала     | Доминго Хенчман                     |
| Агнета Экемир     | Пилар                               |
| Криста Нелл       | невеста                             |
| Ренато Романо     | Скунс (не указан в титрах)          |
| Аллен Клейн       | человек Скунса (не указан в титрах) |

## Интересные факты
- Продюсером фильма выступил бывший менеджер The Beatles Аллен Клейн. Они сыграл камео в начале фильма — одного из бандитов Скунса, выглядывающего из окна.